# Rolando Illa
Rolando Illa (Nueva York, 6 de septiembre de 1880 - Buenos Aires, 3 de mayo de 1937) fue un maestro de ajedrez argentino.

## Inicios
Nacido en Estados Unidos de padres cubanos, emigró a la Argentina en 1904. Fue cofundador del Club Argentino de Ajedrez de Buenos Aires.

## Palmarés
En 1910, ganó el Campeonato del Club Argentino, y de nuevo en 1912, reteniendo el título mediante matches hasta 1919 (este título equivalía virtualmente al de campeón argentino).
Ganó en 1913 en Buenos Aires el encuentro disputado contra Julio Lynch, 3,5-1,5, y perdió el encuentro disputado contra el serbio Borislav Kostić, 0-6. Empató su encuentro con el campeón de Filadelfia Sydney Sharp en 1918.
Participó tres veces en el Argentina: en 1921-22 ocupó la quinta posición (ganó Damián Reca), en 1923-24 finalizó en la sexta posición (ganó Damián Reca) y en 1924 acabó en séptima posición (ganó Richard Réti).